# Бисјер (Златна обала)
Бисјер (фр. Bussières) насеље је и општина у источном делу централне Француске у региону Бургоња, у департману Златна обала која припада префектури Дижон.
По подацима из 2011. године у општини је живело 42 становника, а густина насељености је износила 6,66 становника/km². Општина се простире на површини од 6,31 km². Налази се на средњој надморској висини од 475 метара (максималној 500 m, а минималној 370 m).

## Демографија
| 1962. | 1968. | 1975. | 1982. | 1990. | 1999. | 2011. |
| ----- | ----- | ----- | ----- | ----- | ----- | ----- |
| 52    | 56    | 46    | 38    | 50    | 47    | 42    |

График промене броја становника у току последњих година